# Itzá
Itzá (pl. Itzáes; izgovor ica), ratoborno pleme američkih Indijanaca iz skupine Maya nastanjeno danas sjeverno od jezera Petén Itzá u Gvatemali. Porijeklo Itzá možda nije bilo od Maya, nego od Tolteka ili su mješanci Tolteka i Putún Maya, koji su Mayama Yucatana nametnuli svoju vlast, prihvativši usput njihov jezik. Na Yucatanu osnivaju (?) grad Chichen Itza kojega napuštaju raspadom mayanskog carstva, i povlače se prema jezeru Petén gdje na otoku Flores osnivaju svoj drugi grad, Tayasal ili točnije Noh Petén. Dolaskom Španjolaca, Hernan Cortez tuda prolazi 1541. na putu za Honduras, oni će još dugo pružati otpor, sve do 1697. kada je Tayasal razoren a svete knjige Maya zapaljene.
Ice suvremeno vrijeme broje oko 1,800 duša (2001.), a njihov jezik gotovo je nestao 12 (1986. SIL).
- Sveti zdenac